# Les Vieux de la vieille
Les Vieux de la vieille is een Franse film van Gilles Grangier die werd uitgebracht in 1960.
Het filmscenario is gebaseerd op de gelijknamige roman (1958) van René Fallet.

## Verhaal
Baptiste Talon is een 70-jarige gepensioneerde spoorwegbediende. Na 35 jaar keert hij terug naar zijn geboortedorp in de Vendée om zijn jeugdvrienden, fietsenmaker Jean-Marie en varkenskweker Blaise, terug te zien. Ze vieren hun weerzien luidruchtig en, als de kwajongens van weleer, zetten ze de boel op stelten. Maar Baptiste wil zijn makkers vooral overtuigen om hem te vergezellen naar het bejaardentehuis van Gouyette waar ze samen hun intrek zouden kunnen nemen. Hij vertelt hen dat Gouyette een echt paradijs is.
Met zijn drieën verlaten ze het dorp, wat de dorpsbewoners helemaal niet erg vinden want Jean-Marie en Blaise, ook zonder Baptiste, zorgden altijd voor heibel en onenigheid. Hun verblijf in het bejaardentehuis valt echter dik tegen want ze worden vlug gewaar dat de nonnen heel streng zijn. Ze houden het er niet lang uit en besluiten te ontsnappen en terug te keren naar hun dorp, tot grote ergernis van de inwoners. 

## Rolverdeling
| Acteur             | Personage           | Beschrijving                    |
| ------------------ | ------------------- | ------------------------------- |
| Jean Gabin         | Jean-Marie Péjat    | fietsenmaker                    |
| Pierre Fresnay     | Baptiste Talon      | gepensioneerde spoorwegbediende |
| Noël-Noël          | Blaise Poulossière  | varkenskweker                   |
| Mona Goya          | Catherine           | de bazin van de hoeve           |
| Yvette Etievant    | Louise              | de cafébazin                    |
| André Dalibert     | Anselme Poulossière | de zoon van Blaise              |
| Yane Barry         | Mariette            | de kleindochter van Blaise      |
| Hélène Dieudonné   |                     | de overste van Gouyette         |
| Guy Decomble       |                     | de buschauffeur                 |
| Alexandre Rignault |                     | de boer die Blaise ontvangt     |
| Paul Mercey        |                     | de burgemeester van het dorp    |
| Jacques Marin      |                     | de politieagent                 |
| Paul Bisciglia     | Jojo                | de verloofde van Mariette       |
| Robert Dalban      | Jérôme Ardouin      | de (graf)delver                 |